# مریس‌آمون
مریس‌آمون (انگلیسی: Meresamun؛ به معنای: آمون او را دوست دارد) خواننده-کاهنه مصر باستان در محراب داخلی معبد کرنک بود. مومیایی او، که قدمت آن به حدود ۸۰۰ پیش از میلاد می‌رسد از ۱۰ فوریه تا ۶ دسامبر ۲۰۰۹ در مؤسسه خاورشناسی دانشگاه شیکاگو به نمایش گذاشته شد. یک نمایشگاه ویژه، «زندگی مریس‌آمون: خواننده معبد در مصر باستان» در فوریه ۲۰۰۹ افتتاح شد و نگاهی شخصی به زندگی مریس‌آمون ارائه کرد.
این مومیایی در سال ۱۹۲۰ توسط جیمز هنری بریستد در جریان بازدید از مصر خریداری شد و باز نشده باقی مانده است. این مومیایی غیرعادی است زیرا سه بار با نسل‌های مختلف فناوری تصویربرداری سی تی اسکن شده است: اول در سال ۱۹۹۱ با استفاده از اسکنر مارپیچ تک‌برشی جنرال الکتریک، بعد در ژوئیه ۲۰۰۸ با اسکنر ۶۴ برشی فیلیپس بریلیانس ۶۴ و سپس در اواخر سپتامبر ۲۰۰۸ با استفاده از اسکنر فیلیپس ۲۵۶ بُرشی. همه این تصویربرداری‌ها در مرکز پزشکی دانشگاه شیکاگو در بخش رادیولوژی انجام شد.